# Chiến dịch Marigold
Chiến dịch Marigold là mật danh của phía Mỹ dành cho nỗ lực bí mật bị thất bại nhằm đạt cho bằng được giải pháp thỏa hiệp trong chiến tranh Việt Nam, do nhà ngoại giao Ba Lan Janusz Lewandowski, thành viên của Ủy ban Kiểm soát Quốc tế, và Đại sứ Ý tại Việt Nam Cộng hòa là Giovanni D'Orlandi cùng tiến hành với sự cộng tác của Đại sứ Hoa Kỳ tại Việt Nam Cộng hòa Henry Cabot Lodge, Jr. vào cuối năm 1966.
Trong cuốn sách xuất bản năm 2012 của mình, James Hershberg lập luận rằng không phải người Mỹ đã bỏ lỡ cơ hội này, các cuộc đàm phán trực tiếp giữa Hoa Kỳ và Bắc Việt có thể đã bắt đầu (khoảng một năm rưỡi trước khi hội đàm thực sự diễn ra ngay tại Paris vào tháng 5 năm 1968 ), chiến tranh (hoặc ít nhất là sự tham gia quân sự trực tiếp từ phía Mỹ) có lẽ sẽ kết thúc sớm hơn, và số người Mỹ thiệt mạng trong chiến tranh có thể không leo thang từ 6.250 lên hơn 58.000 quân.
Việc người Mỹ đình chỉ ném bom Hà Nội trong thời gian Lewandowski thực hiện sứ mệnh này vào cuối tháng 11 được hiểu là một gợi ý tinh tế là phía Mỹ đang mở cửa cho các cuộc đàm phán. Thông qua sự hòa giải của Lewandowski, cả chính phủ Bắc Việt và Hoa Kỳ đều đồng ý sẽ tổ chức một cuộc gặp mặt trực tiếp giữa đại sứ của hai bên tại Warsawa, mà Đại sứ Hoa Kỳ John A. Gronouski đưa ra lời xác nhận rằng Washington thực sự tuân thủ lập trường (được gọi là "Mười Điểm") mà Lewandowski thay mặt Lodge chuyển đến Hà Nội. Tuy vậy, nỗ lực này bị dừng lại khi các cuộc ném bom ở khu vực Hà Nội vẫn được tiếp tục (lần đầu tiên sau hơn năm tháng) vào ngày 2 và 4, và một lần nữa vào ngày 13–14 tháng 12 năm 1966. Tổng thống Lyndon Johnson đã cho phép tiếp tục các cuộc không kích bất chấp cảnh báo từ phía Ba Lan, và sau đó là từ các thành viên cấp cao trong nhóm an ninh quốc gia của chính Johnson, cho rằng bất kỳ cuộc tấn công nào nữa vào Hà Nội có thể làm tiêu tan chiến dịch này. Sau khi người Ba Lan (phản ánh rõ ràng mong muốn của Hà Nội) từ bỏ sáng kiến vào ngày 14 tháng 12, Johnson bèn tạm dừng ném bom một cách muộn màng trong bán kính mười dặm tính từ trung tâm Hà Nội, nhưng bất chấp sự thúc giục từ phía Ba Lan, giới lãnh đạo Bắc Việt từ chối xem xét lại quyết định rút lại thỏa thuận tiếp xúc trực tiếp. Bộ trưởng Ngoại giao Ba Lan Adam Rapacki chuyển lời từ chối cuối cùng của Hà Nội tới Gronouski vào ngày 30 tháng 12, và chiến dịch Marigold coi như thất bại.
Tình tiết về chiến dịch này lần đầu tiên bị rò rỉ ra bản in công khai trong một cặp bài báo của Robert H. Estabrook đăng trên tờ The Washington Post vào tháng 2 năm 1967 và sau đó là chủ đề của một cuộc điều tra gay gắt do các phóng viên tờ Los Angeles Times là David Kraslow và Stuart H. Loory thực hiện để rồi về sau những phát hiện của họ được công bố trong quyển sách nhan đề The Secret Search for Peace in Vietnam (New York: Random House, 1968). Sự dính líu từ phía Mỹ trong vụ việc xuất hiện lần đầu tiên ở nước Mỹ đã được giải mật, bao gồm trong bảng niên đại dài hạn có trong các tập sách viết về ngoại giao của cuốn Hồ sơ Lầu Năm Góc, vốn không bị Daniel Ellsberg tiết lộ mà chỉ nổi lên dần dần.